# Szenes Árpád

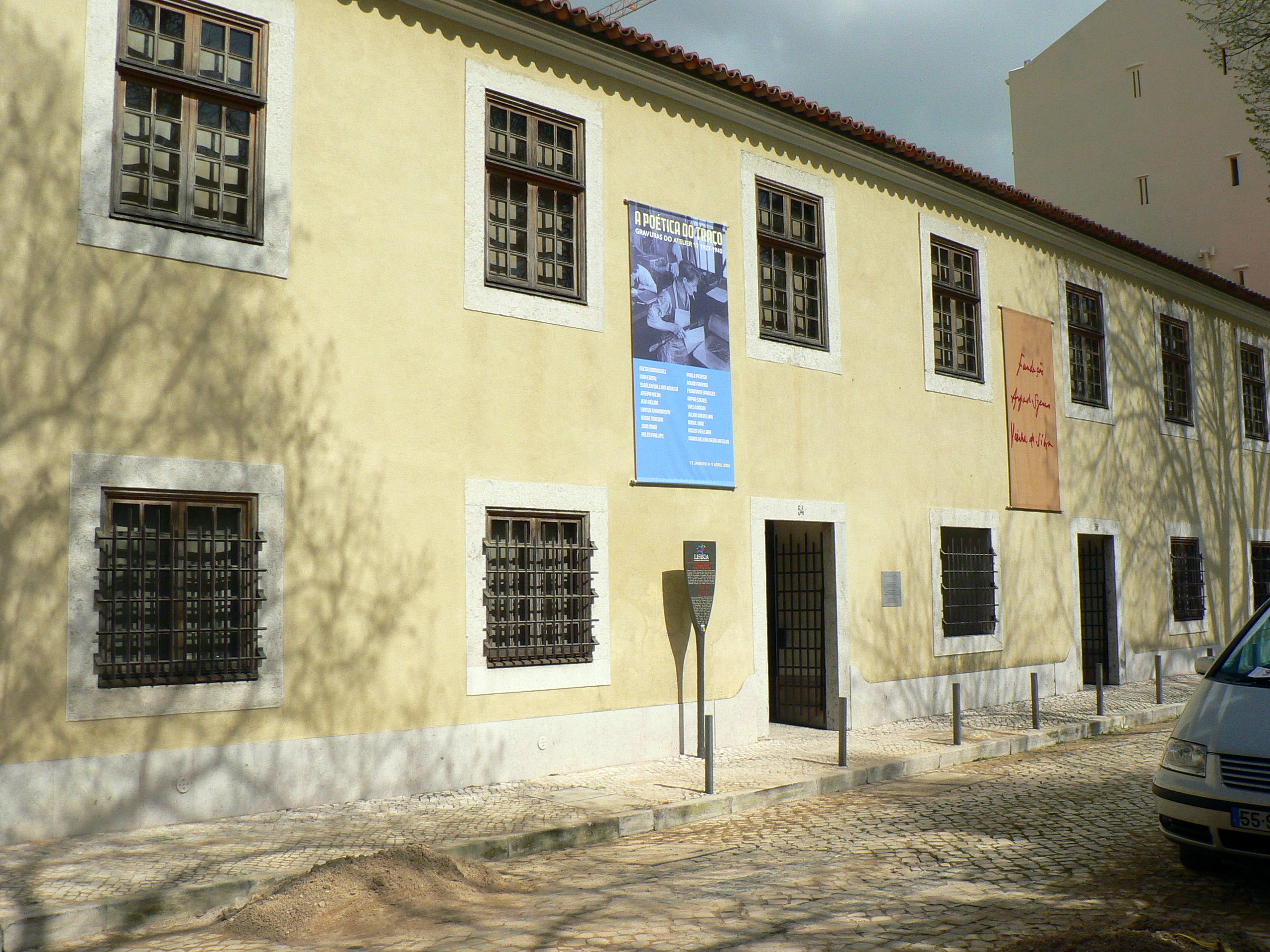
A lisszaboni alapítványi és múzeumépület

Szenes Árpád (francia nyelvterületen: Árpád Szenès, Budapest, 1897. május 6. – Párizs, 1985. január 16.) Franciaországban alkotó, magyar zsidó származású absztrakt festő. Életművében a figuratív ábrázolástól a szürrealizmuson át a lírai absztrakcióig jutott.
1930-ban házasodott össze a portugál Maria Helena Vieira da Silva festőnővel, 1956 után vették fel a francia állampolgárságot. A mindkettőjük munkáját bemutató, lisszaboni székhelyű múzeumot a Fundação Árpád Szenes - Vieira da Silva 1994 novemberében avatta fel.

## Élete
1897-ben, pesti kispolgári családban született, Szenes (Schlesinger) Károly (1861–1916) magánhivatalnok és Heller Olga (1878–1939) gyermekeként. Apai nagyszülei Schlesinger Adolf és Scheinberger Júlia, anyai nagyszülei dr. Heller József és Lessner Johanna voltak. és A Vörösmarty utcai lakásban sok művész megfordult, itt ismerte meg többek között Bárdos Artúrt, Ignotust, Hatvany Lajost is. A Munkácsy Mihály utcai gimnáziumba járt, Füst Milán is tanította. Már ekkor is szenvedélyesen, sokat rajzolt. Az I. világháborúban katonáskodott, de nem került ki a frontra; hősi halottak sírjára festett portrékat, fotó után. Itt ismerte meg Bokros Birman Dezső szobrászt, aki a modern képzőművészet felé irányította. Beiratkozott Rippl-Rónai József szabadiskolájába, ahol Iványi-Grünwald Béla és Kernstok Károly volt rá nagy hatással.
1919-ben a Kecskeméti művésztelepen dolgozott festőtársaival. Mivel pénzt nem kaptak, mezőgazdasági munkákból kellett megélniük. Együtt festett itt többek között Derkovits Gyulával, Iványi-Grünwald Bélával, Kmetty Jánossal, Novotny Emil Róberttel, Pátzay Pállal. A nehéz fizikai munka megbetegítette, két barátjával együtt a budapesti Városmajor utca egy üzlethelyiségébe költözött. Ekkortájt ismerkedett meg Beöthy Istvánnal, akivel a buddhizmust és a keleti művészeteket tanulmányozták. Nem volt még kiforrott stílusa: 1922-ben absztrakt képekkel mutatkozik be fiatal művészek csoportos kiállításán az Ernst Múzeumban, de ugyanebben az évben készült más képei még a századfordulói magyar festészet hagyományait, mestereinek hatását tükrözik. Európai tanulmányútra indult; az első állomás 1924-ben Németország, ahol Kandinszkij és Klee munkáival ismerkedett meg, majd Olaszországban Giotto és Piero della Francesca képeit tanulmányozta. Először 1924-ben érkezett Párizsba, akkor csak három hónapra, majd 1925 őszén újra kiutazott, de akkor már kint is maradt. A nagybátyjától kapott pénz elfogyott, ezután hónapokig nagy szegénységben, éjszakai mulatók, Ney László tanácsára a Montmartre kávéházainak vendégeiről készített karikatúrákból élt. Sok magyar élt ekkor Párizsban, anyja mellett Marton György, Kolozsvári Zsigmond, Peterdi Gábor is sokat segítettek Szenesnek művészileg. Közben már kiállításai is voltak, s miközben bohém életet élt, sok nőüggyel, azalatt a Grande Chaumière szabadiskolát is látogatta. Itt ismerkedett meg 1929-ben a portugál Maria Helena Vieira da Silvával. 1930-ban összeházasodtak, felesége magyar állampolgár lett, az is maradt 1956-ig. A házasság után visszafogottabb életet élt.
1930-ban a pár a nagybányai művésztelepre látogatott.
Párizsban egy zsákutcában, a rue des Camelias-ban laktak és dolgoztak, ahol sok művész élt; Tihanyi Lajos barátjával, Kokoschkával, Varèsével is itt ismerkedtek meg, de meglátogatta őket Jacques Lipchitz is. Később áttették székhelyüket a boulevard Saint Jacques-ra, műtermük egy kartongyár fölött volt. Pártfogójuk és galériásuk, Jeanne Bucher révén kerültek közeli kapcsolatba Miróval, Max Ernsttel.
Szenes ebben az időben sűrűn látogatta a fiatal baloldali művészekből álló Les Amis du Monde csoport kávéházi összejöveteleit, Hajdu István (Étienne), Estève, Pignon, Breton, Aragon stb. társaságában. Felesége révén kapcsolatba került a Stanley William Hayter-vezette Atelier 17 stúdióval, ami a szürrealizmus irányába tolta el az 1930-as években készült műveit.
A második világháború kitörésekor elhagyták Párizst, Jeanne Bucher-re hagyva műtermüket és képeiket. Néhány hónapot Lisszabonban töltöttek, ahol Szenesnek önálló kiállítása ia nyílt, majd 1940-ben Brazíliába távoztak. Rio de Janeiróban éltek egy ideig, majd a közeli Santa Terezában telepedtek le. A Rio környéki művészeti közeg kevésbé volt inspiráló a párizsinál; bár találkoztak Gerardo Murillóval (Dr. Atl) és néhány más festővel, inkább költőkkel, írókkal kerültek kapcsolatba ebben az időben. Természetközeli képeket festett, portrékat készített írókról, költőkről, könyveket illusztrált. Sylvestre néven festőiskolát alapított, dilettánsokat és fiatal brazil modernistákat tanított.
1947-ben tértek haza Párizsba. Visszaköltözésük után visszaszerezték a boulevard Saint Jacques-i műtermet, majd Szenes folytatta a tanítást. Ekkor kezdett dolgozni talán legjelentősebb sorozatának, a mértani és organikus formákból, repetitív motívumokból álló, változatos technikával (akvarell, gouache, olaj, pasztell, kréta) készült Bankettnek a darabjain. Közben Vieira da Silváról is festette a portrékat, összességében több százat készített. A francia állam 1949-ben vásárolt először festményeiből, amit később  több állami vásárlás is követett. Az 1950-es évek közepétől kifejezésmódja letisztult; tájképein a vertikális és horizontális viszonya kap nagy jelentőséget, színskálája néhány  halvány színre redukálódott. Ettől kezdve felesége, Vieira da Silva egyre elismertebbé vált, míg ő kissé háttérbe szorult.
1979-ben hét, 1942-1970 között készült alkotását a budapesti Szépművészeti Múzeumnak és a pécsi Janus Pannonius Múzeumnak ajándékozta. Halála és a magyarországi rendszerváltás után emlékére Vieira da Silva 1990-ben létrehozta a kettejük nevét viselő, lisszaboni székhelyű, fiatal művészeket támogató alapítványt. A Praça das Amoreiras 58 alatti múzeumépület korábban selyemgyár volt.

## Művei

### Grafikai munkái
- Metszetek Pierre Guéguen: La chasse au faon rose (ed. Cahiers d'Art, 1938) c. könyvéhez
- Illusztrációk Murilo Mendes, Rainer-Maria Rilke, Jorge de Lima műveihez, 1944
- Ötven gouache René Char Le Temps épars c. kéziratához, 1966
- Gravures (ed. F. Mermod), Lausanne, 1968.

### Művei közgyűjteményekben
- R. Salomon Guggenheim Museum, New York
- Musée National d'Art Moderne, Párizs
- Musée des Beaux-Arts, Dijon
- Musée des Beaux-Arts, Rennes
- Musée des Beaux-Arts, Rouen
- M. Figueira da Foz (POR)
- Musée cantonal des Beaux-Arts, Lausanne
- Musée Fabre, Montpellier
- M. Bezalel, Jeruzsálem
- Szépművészeti Múzeum, Budapest
- Janus Pannonius Múzeum, Pécs
- M. nacional, Rio de Janeiro
- Kunsthalle, Zürich
- Centre d'Art contemporain, Abbaye de Beaulieu.

## Kiállításai

### Egyéni kiállítások
- 1933 – Galerie UP [metszetek, Julian Trevelyannal], Párizs
- 1939, 1949, 1952, 1955, 1974 – Galerie Jeanne Bucher, Párizs
- 1941 – Sajtóház, Rio de Janeiro
- 1947 – Quelques maîtres français et des peintres, sculpteurs et graveurs hongrois de l'Ecole de Paris, Galerie de Bussy, Párizs
- 1957 – Galerie Betty Thommen, Bázel
- 1958 – Galerie Pierre, Párizs
- 1960, 1965, 1969 – Galerie de Cahiers d'Art, Párizs
- 1961 – Galerie du Grand Chene, Lausanne
- 1965 – Galerie Alice Pauli, Lausanne – Galerie 27, Oslo
- 1969, 1974, 1981, 1988 – Galerie Jacob, Párizs
- 1968 – Paysages accordés, Galerie Alice Pauli, Lausanne
- 1970 – Galerie Régence, Brüsszel
- 1971-1973 – retrospektív – Musée des Beaux-Arts d'Orleans – Fundaçao Calouste Gulbekian, Lisszabon – Rennes – Lille – Nantes – Rouen
- 1974 – Musée d’Art moderne de Paris, Párizs (retrospektív)
- 1975 – Musée Fabre, Montpellier – Galerie Michel Vokaer, Brüsszel
- 1976 – Dessins d'Árpád Szenès et de Vieira da Silva, Centre Georges Pompidou, Párizs
- 1977 – Magyar Nemzeti Galéria, Budapest – Janus Pannonius Múzeum, Pécs – G. Information, Tunisz
- 1982 – Hommage à Árpád Szenès, M. Ingres, Montauban
- 1983-1984 – Musée des Beaux-Arts de Dijon – G. EMI, Lisszabon
- 1985 – Fundaçao Calouste Gulbekian, Lisszabon
- 1985 – Hommage à Árpád Szenès, Galerie Jeanne Bucher és Galerie Jacob, Párizs
- 1986 – Nasoni G., Porto – Fundaçao Calouste Gulbekian, Lisszabon
- 1987 – Fundaçao Calouste Gulbekian, Lisszabon – Bertrand G., Lisszabon
- 1989 – Modern Művészeti Múzeum, Porto
- 1994 – Budapesti Történeti Múzeum, Budapest [Vieira da Silvával]
- 1995 – Hommage à Vieira da Silva et ~, Abbaye de Beaulieu, Ginals (FR)
- 1997 – Fundaçao Árpád Szenès-Vieira da Silva, Lisszabon (retrospektív)
- 1999 – Portrék [Vieira da Silvával], Szépművészeti Múzeum, Budapest
- 2000 – Salle St. Jean, Hôtel de Ville de Paris – Fundaçao Calouste Gulbekian, Lisszabon.
- 2017 – Plénitude aux confins de l’existant, Galerie Jeanne Bucher, St Germain Space, Párizs[12]

### Fontosabb csoportos kiállítások
- 1931, 1933, 1934, 1936, 1937, 1956 – Salon des Surindépendants, Párizs
- 1932 – Salon d’Automne, Salon des Tuileries, Párizs
- 1936 – Atelier 17, Leicester Gallery, London – New painting from Europe, East River Gallery, New York
- 1938 – Párizsi magyar művészek, Tamás Galéria, Budapest – École de Paris, Galerie Jeanne Bucher, Párizs
- 1944 – Atelier 17, Modern Art Museum, New York
- 1948 – Francia, spanyol és magyar művészek, Nemzeti Szalon, Budapest
- 1948, 1953, 1960, 1961, 1966, 1967 – Salon de Mai, Párizs
- 1952 – Rythme et couleurs, Musée Cantonal, Lausanne – Les peintres d'aujourd'hui a Paris, Kunsthaus, Zürich
- 1953 – Biennale de Sao Paolo
- 1955 – Le movement dans l'art contemporain, Musée Cantonal, Lausanne
- 1957 – Francia művészet, Zágráb – Belgrád
- 1959 – Manet-tól napjainkig, Varsó – Hommage à Monet, Galerie Art vivant, Párizs – 80 Maler der École de Paris, 1900-1959 – Bécs – Linz
- 1959, 1960 – Documenta II. és III., Kassel
- 1960 – Hommage à Jeanne Bucher, Galerie Jeanne Bucher – La peinture française d'aujourd'hui, Museum of Tel-Aviv – M. Bezalel, Jeruzsálem
- 1961 – Stedelijk M., Amszterdam
- 1962 – „Francuski Rysunki XVII-XX S”, Varsó
- 1962, 1968 – Salon des Réalités Nouvelles, Párizs
- 1963 – Contemporary French Painting, National Gallery, Salisbury
- 1966 – Dix ans d'art vivant 1945-1955, Fondation Maeght, St. Paul de Vence (FR)
- 1967 – Dix ans d'art vivant 1955-1965, Fondation Maeght, St. Paul de Vence (FR) – Galerie Jacob, Párizs – Les quatre éléments, Galerie Cimaise, Párizs
- 1968 – Painting in France 1900-1967 (vándorkiállítás), Washington, New York, Chicago, San Francisco, Montreal – L'usage de la peinture [Bryennel, Zack-kal], Galerie La Roue, Párizs
- 1969 – Hommage à René Char, Musée de Céret
- 1970 – Párizsi magyarok, Galerie Zunini, Párizs – 20. századi magyar származású művészek külföldön, Műcsarnok, Budapest
- 1971 – Hommage à Christian et Yvonne Zervos, Grand Palais, Párizs
- 1979 – Tavaszi Tárlat, Magyar Ház, Párizs – Présence Paris-Budapest, Orangerie des Jardins du Luxembourg
- 1982 – Tisztelet a szülőföldnek. Külföldön élő magyar származású művészek II. kiállítása, Műcsarnok.
- 2011 – Dialogue II, Galerie Jeanne Bucher, Marais Space, Párizs
- 2013 – Matter and Memory, Galerie Jeanne Bucher, Marais Space — St Germain Space, Párizs
- 2013 – Quinte-Essence, Galerie Jeanne Bucher, Marais Space — St Germain Space, Párizs
- 2016 – About Painting, Galerie Jeanne Bucher, Marais Space — St Germain Space, Párizs
- 2016 – Dialogue VII, Galerie Jeanne Bucher, St Germain Space, Párizs
- 2016 – Présences, Galerie Jeanne Bucher, St Germain Space, Párizs
- 2017 – Whispers from the Earth, Galerie Jeanne Bucher, St Germain Space,Párizs
- 2017 – Expansion-Résonance, Galerie Jeanne Bucher, Marais Space, Párizs[12]